# Autoapilable
Un elemento autoapilable es el que se puede apilar uno encima del otro sin la ayuda de ningún elemento externo.
Esto se consigue por la existencia de pestañas, salientes o relieves que encajan en las ranuras o concavidades del elemento superior. También es posible a través del diseño estructural, por ejemplo, en embalajes con forma troncopiramidal.
- Datos: Q5712382